# Compsodecta peckhami
Compsodecta peckhami är en spindelart som beskrevs av Bryant 1943. Compsodecta peckhami ingår i släktet Compsodecta och familjen hoppspindlar. Inga underarter finns listade i Catalogue of Life.